# جيمي واليس
جيمي واليس (بالإنجليزية: Jimmy Wallis) هو لاعب هوكي الحقل بريطاني، ولد في 13 يونيو 1974.

## وصلات خارجية
- جيمي واليس على موقع الاتحاد الدولي للهوكي (الإنجليزية)
- جيمي واليس على موقع اللجنة الأولمبية الدولية (الإنجليزية)
- جيمي واليس على موقع أوليمبيديا (الإنجليزية)
- جيمي واليس على موقع اللجنة الأولمبية البريطانية (الإنجليزية)